# Van der Ameijden

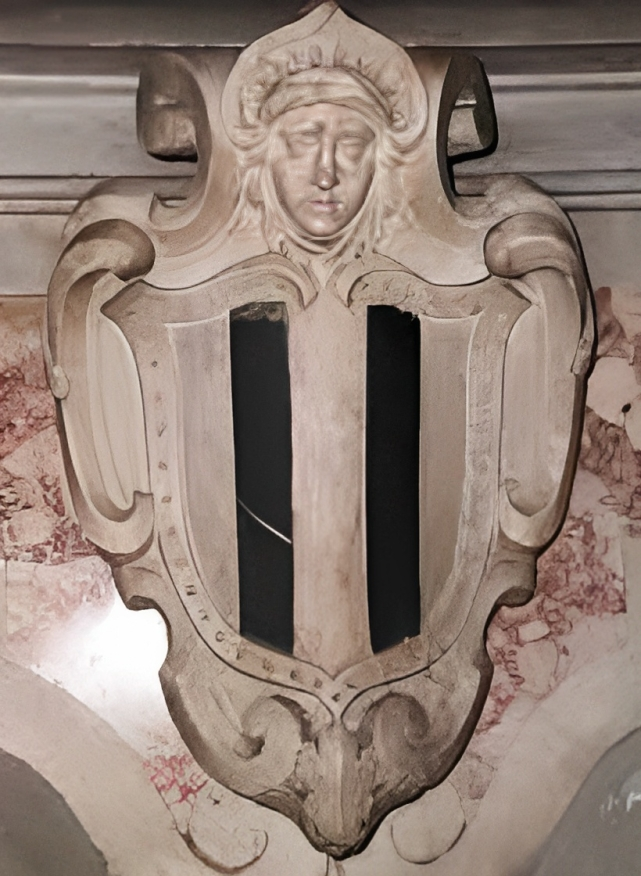
Geslachtswapen van het Oirschotse geslacht Van der Ameijden in de Sixtijnse Kapel te Rome.

Het geslacht Van der Ameijden was een Brabantse patriciërsgeslacht afkomstig uit Oirschot. Leden van de familie speelden eeuwenlang een belangrijke rol in het bestuur van Oirschot en omgeving. Maar liefst zes leden van het geslacht waren tussen 1450 - 1650 werkzaam in Rome, dit waren onder andere:
- Christiaan van der Ameijden, componist, begraven in de Sixtijnse Kapel
- Theodorus van der Ameijden, advocaat en rechtsgeleerde
- Johannes van der Ameijden, provisor van de Santa Maria dell'Anima

Andere bekende telgen van het geslacht zijn:
- Dirk van der Ameijden, magister en lid van de Raad van Brabant te Brussel
- Daniel van der Ameijden, heer van Kasteel Herlaer en schout van Sint-Michielsgestel
- Arnold van der Ameijden, jonkheer en raadsheer van de Prins-Bisschop van Luik
- Roelof van der Ameijden, notaris en secretaris van Oirschot